# ࢊ
Cette page contient des caractères spéciaux ou non latins. S’ils s’affichent mal (▯, ?, etc.), consultez la page d’aide Unicode.
Ḥā petit v souscrit renversé ‹ ࢊ › est une lettre additionnelle de l’alphabet arabe utilisée dans l’écriture du bosnien avec l’arebica. Elle est composée d’un ḥā ‹ ح › diacrité d’un petit v souscrit renversé.

## Utilisation
En bosnien écrit avec l’arebica de Čaušević, ‹  › représente une consonne affriquée alvéolo-palatale sourde /tɕ/.
| Positions | Formes |
| --------- | ------ |
| Isolée    |        |
| Initiale  |        |
| Médiane   |        |
| Finale    |        |